# 귀도 아들러

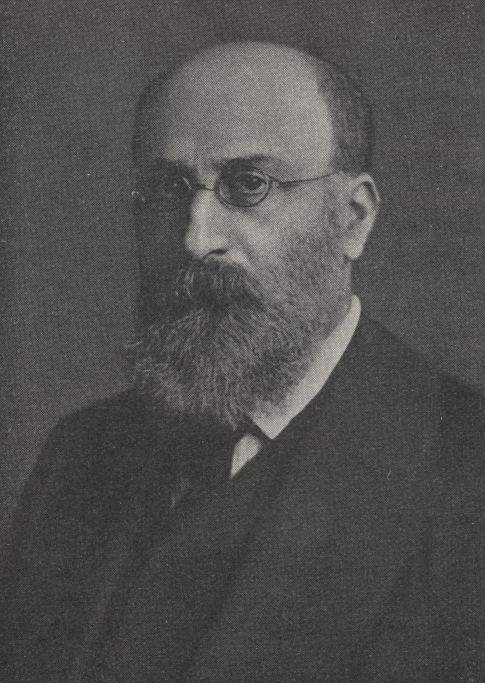

귀도 아들러(독일어: Guido Adler, 1855년 11월 1일 ~ 1941년 2월 15일)는 오스트리아의 음악학자이다. 빈 음악학의 창시자로 여겨진다.

## 생애
현재의 체코에 위치하는 오스트리아 제국의 모라바에서 출생했다.
1864년 빈으로 갔다. 1869년 빈 악우협회의 컨서버토리엄에 입학한다. 그 곳에서 안톤 브루크너에게 화성법을 배운다. 1873년부터는 법학을 공부해, 1878년에 박사학위를 수여받는다. 1874년에 컨서버토리엄에서 피아노로 디플롬 과정을 졸업한다. 1880년 빈 대학교에서 박사학위를 받는다.

## 같이 보기
- 제2빈악파